# Thomas Wentworth, 2:e baron Wentworth
Thomas Wentworth, 2:e baron Wentworth, född 1525, död 1584, var en engelsk militär, farfar till Thomas Wentworth, 1:e earl av Cleveland.
Lord Wentworth var son till hovmannen Thomas Wentworth (1501–1551), som var kusin till drottning Jane Seymour och lordkammarherre hos hennes son Edvard VI samt 1529 upphöjts till baron Wentworth (av Nettlestead).
Lord Wentworth ärvde 1551 faderns plats i överhuset, förklarade sig 1553 i god tid för Maria Tudors tronrätt och belönades samma år med guvernörsposten i Calais, vars siste innehavare han var. Sedan han den 7 januari 1558 nödgats uppge Calais till fransmännen, anklagades han för förräderi, men frikändes 1559.
Thomas Wentworths äldste son William Wentworth gifte sig med Elizabeth Cecil, dotter till William Cecil, 1:e baron Burghley. William Wentworth avled före sin far 1582, och efter Thomas Wentworths död ärvde hans andra son, Henry Wentworth, 3:e baron Wentworth (1558–1593) titeln Baron Wentworth och faderns politiska representation.
Henry Wentworth gifte sig med Anne Hopton, de fick sonen Thomas Wentworth, 4:e earl av Cleveland.